# British Academy Television Awards
British Academy Television Awards är en årligen återkommande gala arrangerad av British Academy of Film and Television Arts (BAFTA). Galan premierar brittiska TV-produktioner, såväl program som skådespelare. Den har ägt rum varje år sedan 1955. Priser och nomineringar tillkännages i februari för produktioner året tidigare.